# Martin Alfred Klopfenstein
Martin Alfred Klopfenstein (* 20. August 1931 in Frutigen; † 24. Dezember 2016) war ein Schweizer evangelisch-reformierter Theologe.

## Leben
Er wuchs im Berner Oberland auf. Er studierte Theologie in Bern und Edinburgh. Er war wissenschaftlicher Assistent in Bern, Gemeindepfarrer in Langenthal, Universitätspfarrer in Bern, Rektor der Kirchlich-Theologischen Schule Bern, Professor für Altes Testament in Bern und zuletzt Vizerektor der Universität Bern.

## Schriften (Auswahl)
- Die Lüge nach dem Alten Testament. Ihr Begriff, ihre Bedeutung und ihre Beurteilung. Zürich 1964, OCLC 264744700.
- Scham und Schande nach dem Alten Testament. Eine begriffsgeschichtliche Untersuchung zu den hebräischen Wurzeln bôš, klm und ḥpr. Zürich 1972, ISBN 3-290-12062-7.
- als Herausgeber mit Ulrich Luz, Shemaryahu Talmon und Emmanuel Tov: Mitte der Schrift? Ein jüdisch-christliches Gespräch. Texte des Berner Symposions. „Biblische Theologie und Jüdische Auslegung des Tanach“ vom 6.–12. Januar 1985. Bern 1987, ISBN 3-261-04077-7.
- Walter Dietrich als Herausgeber: Martin A. Klopfenstein: Leben aus dem Wort. Beiträge zum Alten Testament. Bern 1996, ISBN 3-906756-64-5.
- Martin A. Klopfenstein: Johann Jakob Stamm. In: Biographisch-Bibliographisches Kirchenlexikon (BBKL). Band 10, Bautz, Herzberg 1995, ISBN 3-88309-062-X, Sp. 1135–1140 (Artikel/Artikelanfang im Internet-Archive).